# Kostas Karamanlis (ur. 1974)
Konstandinos Achileas (Kostas) Karamanlis, grec. Κωνσταντίνος Αχιλλέα (Κώστας) Καραμανλής (ur. 12 grudnia 1974 w Atenach) – grecki polityk i przedsiębiorca, parlamentarzysta, od 2019 do 2023 minister infrastruktury i transportu.

## Życiorys
Pochodzi z rodziny o długoletnich tradycjach politycznych. Syn polityka Achileasa Karamanlisa, bratanek Konstandinosa Karamanlisa i kuzyn Kostasa Karamanlisa. Kształcił się w zakresie historii i ekonomii w Hamilton College w Nowym Jorku, następnie studiował na Tufts University. W latach 2002–2004 pracował w Londynie w szwajcarskim banku inwestycyjnym UBS Warburg. Później przez dziesięć lat był dyrektorem zarządzającym przedsiębiorstwa żeglugowego w Pireusie.
Zaangażował się w działalność polityczną w ramach Nowej Demokracji. W styczniu 2015 po raz pierwszy uzyskał mandat posła do Parlamentu Hellenów w okręgu wyborczym Seres. Z powodzeniem ubiegał się o reelekcję w wyborach we wrześniu 2015, 2019, maju 2023 i czerwcu 2023.
W lipcu 2019 nowy premier Kiriakos Mitsotakis powierzył mu funkcję ministra infrastruktury i transportu. W marcu 2023 podał się do dymisji w związku z katastrofą kolejową w dolinie Tempe.